# Football Club Hellas Verona 1920-1921
Questa pagina raccoglie i dati riguardanti il Football Club Hellas Verona nelle competizioni ufficiali della stagione 1920-1921.

## Rosa
| N. |                   | Ruolo | Calciatore          |
| -- | ----------------- | ----- | ------------------- |
| -  | Italia (bandiera) | P     | Riccardo Battistoni |
| -  | Italia (bandiera) | P     | Aldino Rossetti     |
| -  | Italia (bandiera) | D     | Osvaldo Butturini   |
| -  | Italia (bandiera) | D     | Augusto Chiecchi    |
| -  | Italia (bandiera) | D     | Motta               |
| -  | Italia (bandiera) | D     | Plebani             |
| -  | Italia (bandiera) | D     | Bonifacio Zuppini   |
| -  | Italia (bandiera) | C     | Lionello Ambroso    |
| -  | Italia (bandiera) | C     | Lolla               |

| N. |                    | Ruolo | Calciatore       |
| -- | ------------------ | ----- | ---------------- |
| -  | Italia (bandiera)  | C     | Augusto Ferrais  |
| -  | Italia (bandiera)  | C     | Minzon           |
| -  | Italia (bandiera)  | C     | Placido Salomoni |
| -  | Italia (bandiera)  | C     | Renzo Tevoi      |
| -  | Italia (bandiera)  | A     | Luigi Bernardi   |
| -  | Italia (bandiera)  | A     | Egidio Chiecchi  |
| -  | Brasile (bandiera) | A     | Arnaldo Porta    |
| -  | Italia (bandiera)  | A     | Almerigo Recchia |

## Risultati

### Prima Categoria

#### Girone B Veneto
| Arbitro: | Bellini (Padova) |

|  |           |             |
|  | Marcatori | 25’ Ferrais |

| Arbitro: | Tessari (Padova) |

|                                                             |           |  |
| Chiecchi II 8’, 12’, 58’ Bernardi 57’ Porta 79’ Ferrais 87’ | Marcatori |  |

| Arbitro: | Busatto (Vicenza) |

|           |           |            |
| Minzon 8’ | Marcatori | 88’ Girani |

| Arbitro: | Storer (Venezia) |

|  |           |                             |
|  | Marcatori | 25’ Chiecchi II 27’ Ferrais |

| Arbitro: | Mainardi (Cremona) |

|                                     |           |           |
| Chiecchi II 24’, 72’ Porta 42’, 69’ | Marcatori | 20’ Comin |

| Arbitro: | Germani (Padova) |

|                                       |           |                                      |
| Cecchi II 20’ Rizzi I 41’, 65’ (rig.) | Marcatori | 30’ Lolla 34’, 45’ Ferrais 38’ Porta |

| Arbitro: | Storer (Venezia) |

|                          |           |  |
| Monti II 33’, 73’ (rig.) | Marcatori |  |

| Arbitro: | Storer (Venezia) |

|             |           |  |
| Ferrais 23’ | Marcatori |  |

#### Girone finale veneto
| Arbitro: | Barbon (Venezia) |

|                                        |           |                           |
| Chiecchi II 29’ Porta 38’ Bernardi 50’ | Marcatori | 52’ Orsolato 85’ Gallo II |

| Arbitro: | Tessari (Padova) |

|             |           |             |
| Ferrais 33’ | Marcatori | 66’ Pattaro |

| Arbitro: | Maffei (Venezia) |

|                           |           |             |
| Monti II 31’ Fagiuoli 77’ | Marcatori | 79’ Ferrais |

| Arbitro: | Germani (Padova) |

|                                                  |           |  |
| Barzan 15’ (rig.) Romano II 60’ Mercatali II 65’ | Marcatori |  |

| Arbitro: | Storer (Venezia) |

|                    |           |                |
| Morandi 51’ (rig.) | Marcatori | 39’, 76’ Porta |

| Verona 20 marzo 1921 6ª giornata | Verona            | 0 – 0 | Padova | Campo di Borgo Venezia\| Arbitro: \| Crivelli (Milano) \| |
| Arbitro:                         | Crivelli (Milano) |       |        |                                                           |

## Statistiche

### Statistiche dei giocatori
| Giocatore        | Prima Categoria | Prima Categoria |
| Giocatore        | Presenze        | Reti            |
| ---------------- | --------------- | --------------- |
| L. Ambroso       | 11              | 0               |
| R. Battistoni    | 12              | -15             |
| L. Bernardi (II) | 14              | 2               |
| O. Butturini     | 14              | 0               |
| A. Chiecchi (I)  | 5               | 0               |
| E. Chiecchi (II) | 13              | 6               |
| A. Ferrais       | 13              | 8               |
| Lolla            | 7               | 1               |
| Minzon           | 14              | 1               |
| Motta            | 12              | 0               |
| Plebani          | 6               | 0               |
| A. Porta         | 14              | 8               |
| A. Recchia       | 5               | 0               |
| A. Rossetti      | 2               | -1              |
| Salomoni         | 2               | 0               |
| Tevoi            | 2               | 0               |
| B. Zuppini       | 8               | 0               |